# Große Wildgrubenspitze
Große Wildgrubenspitze – szczyt w paśmie Lechquellengebirge, części Północnych Alp Wapiennych. Leży w Austrią, w kraju związkowym Vorarlberg. Jest to najwyższy szczyt tego pasma. Szczyt można zdobyć ze schroniska Ravensburger Hütte.